# Алапајевски мученици
Алапајевски мученици јесу чланови дома Романових и њима блиских људи, побијени 18. јула 1918. године од стране совјетске власти, у руднику Нижња Селимскаја код Алапајевска, дан након убиства императора Николаја II Александровича Романова и његове породице. Генерални тужилац русије је 8. јуна 2009. године постхумно рехабилитовао све убијене код Алапајевска.
Руска православна загранична црква је пострадале канонизовала као мученике. Руска православна црква их је придружила светима и међу њима издвојила велику кнегињу Јелисавету Фјодоровну и Варвару у лику преподобних мученика.
Међу страдали код Алапајевска, најпознатији су:
1. Велика кнегиња Јелисавета Фјодоровна;
2. Велики кнез Сергеј Михајлович;
3. Кнез императорске крви Јован Константинович Романов;
4. кнез императорске крви Константин Константиновић (млађи);
5. кнез Владимир Павлович Палеј;
6. Фјодор Семјонович Ремез;
7. Варвара Јаковљева, сестра Марфо-Маринског манастира.

На месту њиховог страдања је 1995. године основан манастир Мученика и Исповедника Цркве Русије.